# Kropotkin
Kropotkin (ruski: Кропоткин) grad je na jugozapadu europskoga dijela Ruske Federacije. Nalazi se na istoku Krasnodarskoga kraja i administrativno pripada njenome Kavkaskome rajonu čiji je ujedno i administrativni centar.
Prema statističkim podacima Nacionalne statističke službe Rusije za 2017. godinu u gradu je živjelo 79.152 stanovnika i grad Kropotkin se nalazio na šestom mjestu po broju stanovnika u Krasnodarskome kraju. 

## Zemljopis
Grad Kropotkin nalazi se u istočnom dijelu Krasnodarskoga kraja, odnosno na krajnjem jugu njenoga Kavkaskoga rajona. Leži na desnoj obali rijeke Kubanj, na teritoriji niske i reljefno jednolične Kubanjsko-priazovske nizine, na nadmorskoj visini od oko 80 m. Nalazi se na oko 136 km sjeveroistočno od pokrajinskoga administrativnoga središta, grada Krasnodara.
Kropotkin je jedno od najvažnijih prometnih središta u tome dijelu Rusije. Zapadnom gradskom periferijom prolazi dionica međunarodnoga autoputa E50 R217 „Kavkaz” koji povezuje Rostov na Donu s Bakuom u Azerbajdžanu. Sjevernom periferijom prolazi autoput E251 na relaciji Temrjuk – Krasnodar – Kropotkin – Stavropolj. Također, grad je značajan željeznički centar.

## Povijest
Krajem 18. stoljeća na mjestu suvremenoga grada nalazilo se vojničko utvrđenje čiji cilj je bilo čuvanje južne državne granice od upada čerkeskih bandi s juga. Godine 1879., na zemlji koja je u to vrijeme bila u posjedu stanice Kavkaskaja, osnovan je zaselak (ruski: хутор) Romanovski, a novo naselje ime dobiva po već postojećoj donskoj stanici Romanovski odakle su kozački vojnici dolazili na službu. Nakon gradnje željeznice u 19. stoljeću hutor Romanovski postaje značajan trgovačko-transportni centar, a naselje se počinje ubrzano širiti doseljavanjem sve većega broja ljudi iz ostalih dijelova zemlje. Prema statističkim podacima iz 1894. godine u hutoru Romanovskom živjelo je 8147 stanovnika u 959 domaćinstava, a svega deset godina kasnije broj stanovnika premašio je broj od 20 tisuća.
Dana 4. veljače 1921. godine hutor Romanovski dobiva službeni status grada, ali i novo ime − Kropotkin − u čast istaknutoga revolucionara, zemljopisca i istraživača Pjotra Aleksejeviča Kropotkina. Tri godine kasnije postaje administrativnim središtem novoosnovanoga Kropotkinskoga rajona.
Tijekom Drugoga svjetskoga rata Kropotkin je jedno kraće razdoblje, od 4. kolovoza 1942. do 29. siječnja 1943. godine, bio pod nacističkom okupacijom.
Krajem 1943. godine dobiva službeni status grada pokrajinske subordinacije zbog čega je rajonsko središte tadašnjega Kropotkinskoga rajona premiješteno u Kavkasku stanicu (a sam rajon preimenovan u Kavkaski). U granice rajona ponovo je vraćen 2008. godine od kada je ponovo rajonski centar.

## Stanovništvo
Prema podatcima s popisa stanovništva iz 2010. godine u gradu je živjelo 80.765 stanovnika, dok je prema procjenama iz 2017. godine imao 79.152 stanovnika.
| Godina | Broj stanovnika |
| ------ | --------------- |
| 1939.  | 41.600          |
| 1959.  | 53.997          |
| 1970.  | 68.339          |
| 1979.  | 70.218          |
| 1989.  | 75.929          |
| 2002.  | 79.185          |
| 2010.  | 80.765          |
| 2017.  | 79.152          |

Prema statističkim podatcima iz 2017. godine grad Kropotkin nalazio se na 209. mjestu među 1112 službenih gradova Ruske Federacije. U etničkome pogledu Rusi su činili apsolutnu većinu, dok su najbrojnija manjinska zajednica bili Armenci s udjelom u ukupnoj gradskoj populaciji od oko 4%.

## Vanjske poveznice
- [www.gorod-kropotkin.ru Službena web stranica grada]
- Kropotkin na enciklopediji «Мой Город»
- Кропоткин (город в Краснодарском крае), Velika sovjetska enciklopedija